# Ганський Петро Павлович
Петро Павлович Ганський (17 лютого [1 березня] 1867, Миколаївка Ананьївського повіту Херсонської губернії (сучасна Одеська область) — 27 листопада 1942, Ле-Дора, Франція) — художник-імпресіоніст кінця XIX — початку XX століття, член Товариства південноросійських художників, писав пейзажі, портрети, жанрові композиції.

## Біографія

### Дитинство та юність
Петро Павлович Ганський народився у сім'ї дворянина Херсонської губернії, Ананьївського повіту, у селі Миколаївка (Ганське) 17 лютого 1867 року. Дворянський рід Ганських оселився у Новоросії в останній чверті XVIII століття за часів Катерини II. Батько, Павло Петрович Ганський, закінчив одеський Рішельєвський ліцей, служив суддею, працював директором Земського банку Херсонскої губренії. Починаючи з 1870 року сім'я Ганських більшу частину року проводить в Одесі, цього ж року тут народився і молодший брат Петра, Олексій Павлович Ганський — пізднішне відомий астроном та геодезіст.
Початкову художню освіту Петро Ганський отримав на малювальних курсах Петра Олександровича Крестоносцева при Єлисаветградському земському реальному училищі. З 1885 по 1889 рік був вільним слухачем Імператорської Академії мистецтв, потім вирушив до Парижа, щоб продовжити художню освіту в Національній вищій школі образотворчих мистецтв у Жерома.

### Розквіт творчості
Петро Ганський живе у Франції, але регулярно повертається в Росію, приїжджаючи до Одеси на різні виставки. З 1890 він брав участь у всіх виставках Товариства південноросійських художників, а з 1894 року він став членом Товариства. Також брав участь у Весняних виставках Академії мистецтв, виставках Товариства Незалежних художників в Одесі, Товариства французьких художників і Товариства Незалежних в Парижі [3]. Знався з Іваном Буніним і його дружиною. У своїх щоденниках остання називала художника «першим російським імпресіоністом», вважала затятим антисемітом.
Події 1917 року застали Петра Ганського в Одесі. Сімейний маєток Ганських було розгромлено, а сам він був засуджений більшовиками до розстрілу. За тиражованої самим Ганським за життя легендою, уникнути кари йому вдалося завдяки входженню до Одеси Добровольчої армії Денікіна, проте опубліковані в останні роки документи (зокрема протоколи допитів заарештованих по одній справі з Ганським) служать частковим підтвердженням версії, описаної Вірою Миколаївною Муромцевою-Буніною — Ганського з ЧК викупили, всі інші, хто проходив з ним у справі Російського народно-державного союзу, судячи з усього, були розстріляні (включаючи і родичку Ганського Андріївську).
Евакуювався з Одеси на початку 1920 року, разом з Добровольчою армією.

### В еміграції
З 1920 року назавжди поселяється у Франції, де жила його сестра, Софія Павлівна Бистрицька з чоловіком, Володимиром Павловичем Бистрицьким, і дочкою, Кірою. У 1920 році якийсь час проживав в Парижі на вулиці Віктора Гюго, 67, продовжував працювати, удосконалював свою майстерність. У 1922 році прийняв католицтво і розпочав вивчення теології у Ліоні. У 1928 році він прийняв сан, ставши священником Ордена єзуїтів візантійського обряду в місії Російського католицького апостоляту, а пізніше постригся в ченці. Його дружба і листування з Миколою Костянтиновичем Реріхом сприяла поширенню Пакту Реріха серед прелатів Римсько-католицької церкви, а потім і підписання цього документа Пієм ХІ.
Ставши католицьким священником, Петро Павлович Ганський до кінця життя не залишав занять живописом, до прийняття чернецтва активно допомагав російським біженцям у Франції.

### Смерть і спадщина
Петро Павлович Ганський помер в 1942 році в монастирському хоспісі в містечку Ле-Дораті, де і був похований. Після себе він залишив великий архів, цілий ряд манускриптів, рукопис фантастичного роману «Червона зірка». Велика частина архіву зберігалася у його сестри і племінниці (Софії і Кіри Бистрицьких), після смерті останньої на початку 90-х років її двоюрідні сестри вивезли архів в Таллінн. У 1994 році Одеському художньому музею вони передали понад тридцять робіт Ганського, в 2004-му — ще сорок. Таким чином сформувалася найбільша музейна колекція робіт Петра Ганського — нині у фондах Одеського художнього музею зберігаються 84 роботи мистця.
Сьогодні твори Петра Павловича Ганського прикрашають зібрання Одеського художнього музею, Національного художнього музею України, Миколаївського художнього музею ім. В. В. Верещагіна, Будинку російського закордоння імені Олександра Солженіцина і приватні колекції Одеси, Києва, Таллінна. У музеї Пулковської обсерваторії зберігаються портрет видатного французького астронома П'єра Жансена, написаний Петром Ганським в 1904 році, і портрет Олексія Павловича Ганського.

### Виставки
13.10.–06.11.2014 — Рійгікогу, Таллінн
15.12.2015–13.03.2016 — Державний музей-інститут родини Реріхів, Санкт-Петербург
18.08.–14.09.2015 — Будинок російського зарубіжжя імені Олександра Солженіцина, Москва (78 робіт (акварель, гуаш, олія) з талліннської колекції нащадків митця)
15.10.–30.10.2015 — Московський державний музей «Будинок Бурганова»
28.04.–14.06.2016 — Культурно-виставковий центр імені Тенішевих, Смоленськ (118 робіт)
17.02.–01.04.2017 — Одеський художній музей, Одеса (54 роботи з фондів ОХМ (акварель, пастель, олія). До 150-річчя від дня народження художника)